# Día Internacional del Beso
El Día Internacional del Beso se celebra el 13 de abril de cada año, una fecha que surgió gracias al beso más largo de la historia, que duró 58 horas y que fue protagonizado por una pareja tailandesa durante un certamen. La pareja, de esta forma, rompía su propio récord de 46 horas consecutivas, logrado el 13 de Marzo del año anterior. En muchas ciudades, diversos tipos de concursos se organizan este día en los que los participantes deben establecer registros de besos.
Por otro lado, el 6 de julio se conmemora el Día Internacional del Beso Robado, que es una celebración diferente.
La idea detrás del Día Internacional del Beso es recordar a las personas el simple placer asociado con el beso por el beso mismo, a diferencia del besarse como mera formalidad social o como preludio de las relaciones sexuales o de otras actividades. El besarse puede ser una experiencia gozosa y placentera por sí misma. Es una expresión de la intimidad[cita requerida].
También ha funcionado como contrapeso a prohibiciones que existen en algunas ciudades y en algunos países que impiden que las personas se besen o incluso se abracen. El Día Internacional del Beso no es aún tan comercial como el Día de San Valentín (día del amor y la amistad).